# Lucie Green
Lucinda « Lucie » May Green (née vers 1975) est une communicatrice scientifique (en) et physicienne solaire britannique.
Green est professeur de physique et chercheur universitaire de la Royal Society (anciennement Royal Society Dorothy Hodgkin Fellow) au Laboratoire de science spatiale Mullard (MSSL) du University College de Londres (UCL),. Green dirige le programme d'engagement public du MSSL et siège au conseil d'administration de la division européenne de physique solaire (en) (ESPD) de la Société européenne de physique et au conseil consultatif du Science Museum de Londres.
En 2013, Green est devenue la première femme présentatrice de The Sky at Night après le décès de Patrick Moore.
Les recherches de Green se concentrent principalement sur les activités atmosphériques du Soleil, en particulier les éjections de masse coronale et les changements dans le champ magnétique du Soleil qui les déclenchent,.

## Jeunesse et éducation
Green a fréquenté l'école pour filles Alice Harpur (en) dans le Bedfordshire, obtenant 9 GCSE et 4 A-levels,,. Après l'école, elle a d'abord étudié l'art, avant de décider plus tard d'étudier la physique. Elle a obtenu un Master of Physics en physique avec astrophysique de l'université du Sussex. En 2002, Green a terminé son doctorat en physique solaire au Laboratoire de science spatiale Mullard, au University College de Londres.
Elle retourne à son école pour parler de ses recherches. Fiona Clements, l'ancienne professeure de physique de Green à l'école, a déclaré : « Elle est une grande défenseure des jeunes femmes dans les sciences et nous sommes fiers qu'elle continue de se souvenir de l'école en revenant pour parler de ses recherches aux élèves. ».
« J'ai toujours aimé la physique depuis mon plus jeune âge, lorsque j'étais à l'école. C'était ma passion : résoudre des problèmes ou poser des questions, puis trouver des moyens d'y répondre. Mais je n'ai jamais eu l'ambition brûlante de devenir un scientifique de l'espace, et je n'étais même pas amateur d'astronomie [à cette époque] ».

## Carrière

Images capturées par l'Observatoire de la dynamique solaire montrant une éclipse solaire suivie d'une éruption solaire de M6,6.

Après avoir obtenu son doctorat, elle a rejoint l'École de physique et d'astronomie de l'université de Cardiff, et est devenue la coordinatrice du projet de télescope Faulkes (en). Le projet permet aux écoles d'utiliser à distance deux télescopes de classe de deux mètres situés à Hawaï (Télescope Faulkes nord à Hawaï) et en Australie (Télescope Faulkes sud en Australie),,.
Green est professeur de physique et chercheure Leverhulme (en) (anciennement Dorothy Hodgkin Fellow de la Royal Society) au MSSL. Ses travaux actuels portent sur la configuration des champs magnétiques dans l'atmosphère du Soleil, qui éclatent sporadiquement pour former une éjection de masse coronale ; comment ceux-ci sont liés à l'activité géomagnétique et ce que cela signifie pour les habitants de la Terre.
De 2006 à 2012, elle a été membre du Comité d'éducation de la Royal Society et a fait partie de leur groupe de travail sur les rapports sur l'état de la nation de 2007 à 2009. Elle est membre du comité directeur de l'UCL pour le Beacon for Public Engagement. Elle dirige également le programme d'engagement public du MSSL,.

### Solar Orbiter
Green participe au développement du Solar Orbiter, un satellite d'observation du Soleil en cours de développement par l'ESA. L'objectif de la mission est de réaliser des études rapprochées et à haute résolution du Soleil pour une meilleure compréhension de son comportement, de l'héliosphère, des vents solaires et du champ magnétique coronal.

## Apparitions dans les médias
Green apparaît régulièrement à la télévision et à la radio, notamment dans The Sky at Night, Stargazing Live (en), Stardate, Horizon, Xchange (en) et The One Show (en). Ses programmes de radio incluent The Infinite Monkey Cage (en), Saturday Live et PM (BBC Radio 4), Material World, Slooh Radio (États-Unis), Newshour (en) (BBC World Service), Live Drive et Bacon's Theory (BBC 5 Live), et The Butcher's Apron et Nick Ferrari (LBC).
Entre 2004 et 2005, Green a co-présenté plusieurs programmes de la série Stardate de la BBC/Open University. Parmi les épisodes figurent Stardate: Mission To Titan qu'elle a co-présenté avec Adam Hart-Davis (en), qui couvrait l'atterrissage réussi de la sonde Huygens de l'Agence spatiale européenne sur la plus grande lune de Saturne, Titan, et Stardate: Deep Impact qu'elle a co-présenté avec Brian Cox, qui couvrait la collision réussie d'une sonde de la NASA avec le flanc de la comète Tempel 1 dans le but d'en savoir plus sur les origines du Système solaire,.
Depuis 2010, Green est apparu et a co-présenté plusieurs épisodes de Stargazing Live et est apparu dans plusieurs épisodes de l'émission The Infinite Monkey Cage de BBC Radio 4 , discutant de sujets tels que la fin du monde et les univers parallèles,.
En 2013, Green a animé sa propre émission de radio, Solar Max sur BBC Radio 4, sur le thème de la météo spatiale. L'émission expliquait comment les émissions du soleil peuvent provoquer des changements dans le champ magnétique terrestre et dans la haute atmosphère, et quelles en sont les implications pour le Royaume-Uni.

## Vie privée
Lorsqu'on lui a demandé d'où venait son amour pour les sciences spatiales, Green a déclaré : « Quand j'étais enfant, je me souviens avoir entendu mes parents dire qu'ils pensaient que je serais astrophysicienne quand je serai grande. Ne sachant pas vraiment ce qu'était un truc d'astronomie, j'étais d'accord avec eux parce que je trouvais cela impressionnant. À l'époque, je voulais vraiment m'occuper des animaux. Les gens m'apportaient des oiseaux blessés et je restais debout toute la nuit à les nourrir de vers ! ».
En 2014, Green a épousé le comédien de stand-up et communicateur mathématique Matt Parker. Le couple a utilisé des alliances en fer météorique.

## Prix et distinctions

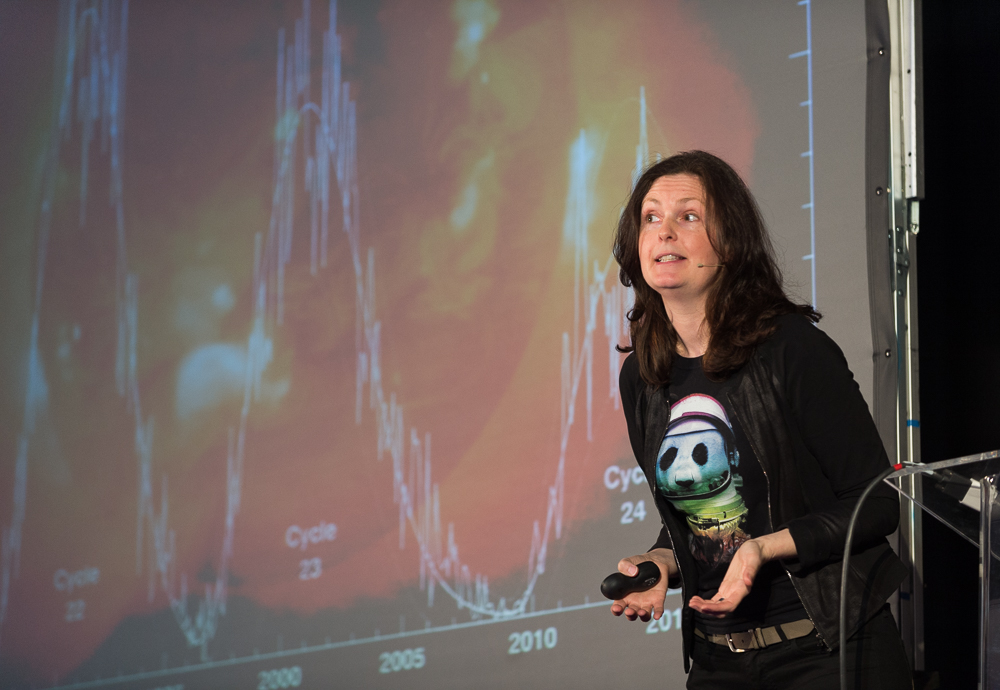
Lucie Green présente à QEDcon 2015.

En 2005, Green était membre d'une équipe qui a remporté un prix Life Long Learning and Multimedia de la Royal Television Society pour une émission de télévision couvrant le transit de Vénus, qui permettait aux téléspectateurs de faire leurs propres mesures de distance Soleil-Terre en utilisant les observations du transit de cette année-là,,.
Green a remporté des prix pour sa contribution à l'engagement du public envers la science. En 2009, elle a reçu le prix Kohn (en) de la Royal Society pour l'excellence dans l'engagement du public envers la science, pour son travail visant à impliquer un public diversifié dans la science et, plus particulièrement, pour avoir créé une culture d'engagement du public au sein de son département,.
En 2010, elle a été nommée, dans le supplément scientifique d'octobre dans The Times, Eureka, comme l'un des dix meilleurs éducateurs scientifiques de moins de 40 ans au Royaume-Uni.
En 2015, Green a eu un buste dévoilé à la Royal Society de Londres, alors qu'elle était honorée lors d'un événement explorant l'histoire des femmes et de l'écriture scientifique. Le buste a été créé et offert à la Royal Society par Marcus Cornish (en). Cette année-là, Green a également reçu un prix de suffrage scientifique en ingénierie et en sciences physiques.
En 2017, Green a remporté la médaille Lise Meitner (en) et le prix de l'Institute of Physics.

## Publications
- (en) 15 million degrees : a journey to the centre of the sun, Londres, Viking, 2016 (ISBN 978-0-670-92219-2, OCLC 950951102)
- (en) Tibor Torok, Bojan Vrsnak, Ward IV Manchester et Astrid Veronig, « The Origin, Early Evolution and Predictability of Solar Eruptions », Space Science Reviews, vol. 214, no 1,‎ février 2018, p. 46 (DOI 10.1007/s11214-017-0462-5, Bibcode 2018SSRv..214...46G, arXiv 1801.04608, lire en ligne, consulté le 5 juillet 2024)
- (en) B. Kliem, « Flux Rope Formation Preceding Coronal Mass Ejection Onset », The Astrophysical Journal, vol. 700, no 2,‎ 1er août 2009, L83–L87 (DOI 10.1088/0004-637X/700/2/L83, Bibcode 2009ApJ...700L..83G, arXiv 0906.4794, lire en ligne)